# 상상더하기 (노래)
《상상더하기》는 대한민국의 걸 그룹 라붐의 노래이다.

## 개요
2016년 4월 6일, 각종 음원 사이트에서 네 번째 싱글 ‘Fresh Adventure’의 타이틀 곡으로 음원과 뮤직 비디오가 공개됐다. 뮤직 비디오는 제작을 위한 펀딩 프로젝트가 크라우드 펀팅 플랫폼인 메이크스타를 통해서 진행되었으며 목표 금액 1억 원의 330%의 모금액으로 초과 달성하였다. 관계자들에 의하면, 해당 각 리워드에 참여한 팬들은 각각 3월 19일에 뮤직 비디오 방문, 4월 4일에 쇼케이스 방문을 하였으며, 두 곳을 방문하기 위하여 재방문한 팬도 있다고 한다. 4월 18일, 한강에서 촬영된 안무 영상을 각종 SNS와 유튜브의 공식 계정을 통해서 공개하였다. 중국의 AIBB에 출연하여 중국 방송 프로그램 첫 출연에 2위를 차지하였다. 2019년 12월 22일, 크리스마스를 겨울 시즌 송으로 편곡하여서 발매됐다. 2021년 3월, 브레이브걸스의 ‘Rollin'’이 역주행을 하게 되면서 ‘상상더하기’가 재조명받기 시작하면서 역주행을 하게 된다. 그러나 브레이브걸스의 ‘Rollin’과는 다르게 폭발적인 반응을 끌지 못하였으며 일각에서는 ‘억지 역주행’, ‘인위적인 역주행 시도’라는 반응을 보이고 있다. 5월 8일, MBC 예능 프로그램 “놀면 뭐하니?”에서 유재석의 부캐인 유야호가 MSG 워너비의 단체 경연 곡으로 선택하면서 내려가던 순위가 다시 한 번 오르게 된다.

## MSG워너비 TOP 8  버전
《상상더하기》는 별루지, 김정수, 강창모, 정기석, 이동휘, 이상이, 박재정, 원슈타인으로 구성되어 있는 MSG워너비 TOP 8의 노래이다. 라붐의 동명의 노래를 원곡으로 하고 있다.